# Oldies
Oldies je obecné označení hudebního formátu populárního v 50., 60., 70. a 80. letech 20. století. Na přelomu první a druhé dekády 21. století se pak začaly jako oldies označovat i skladby z počátku 90. let 20. století. Pro užší vymezení pak bývá hudba 50. až 70. let 20. století nazývána jako „golden oldies“ („zlaté oldies“). Pojem oldies zahrnuje širokou škálu žánrů jako R&B, pop, rock, rock and rolla dále pak soul, funk, psychedelický rock, surf rock, barokní pop, bubblegum pop, folk rock a okrajově také blues či country.
Za tvůrce pojmu „oldies“ je považován DJ a moderátor losangeleského rádia Art Laboe, který jej roku 1957 použil během vysílání ve slovním spojení „oldies but goodies“. Reagoval tak na poptávku posluchačů rádia, kteří se často dožadovali vysílání starších skladeb z dané dekády. Z nejznámějších oldies zpěváků či skupin lze velice stručně jmenovat například Bill Haley & His Comets, Nata Kinga Colea, Elvise Presleyho, The Beatles, Arethu Franklinovou, The Byrds, The Beach Boys, Stevieho Wondera, Bee Gees, Duran Duran, Lionela Richieho, The Rolling Stones a mnoho dalších interpretů či skupin.